# Similodonta
Similodonta is een uitgestorven geslacht van tweekleppigen uit de  familie van de Praenuculidae.

## Soorten
- Similodonta ceryx
- Similodonta collina
- Similodonta djupvikensis
- Similodonta magna
- Similodonta recurva
- Similodonta spjeldnaesi
- Similodonta wahli
- Similodonta similis